# Forsthaus Klein Glienicke

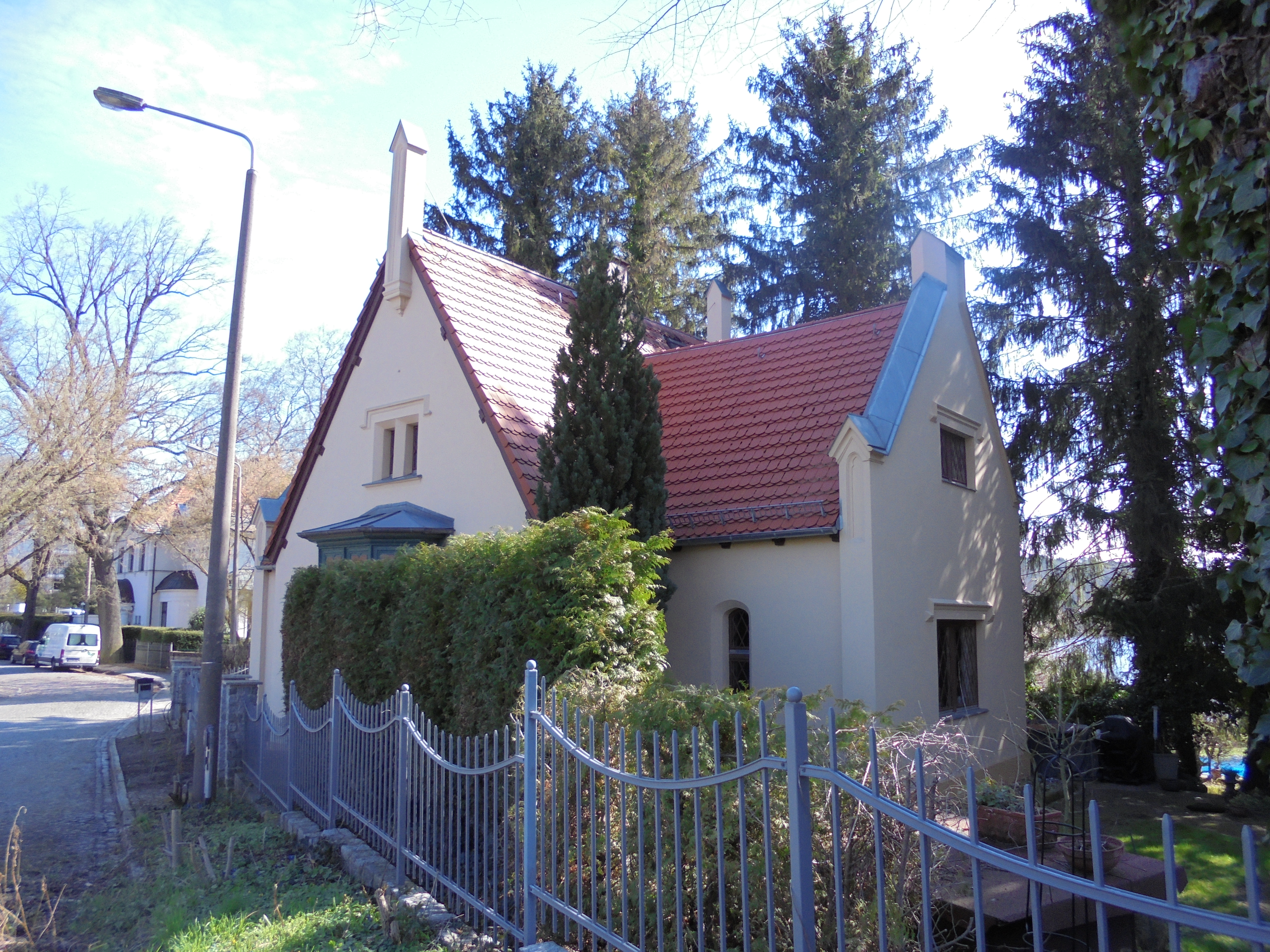
Forsthaus Klein Glienicke (2023)

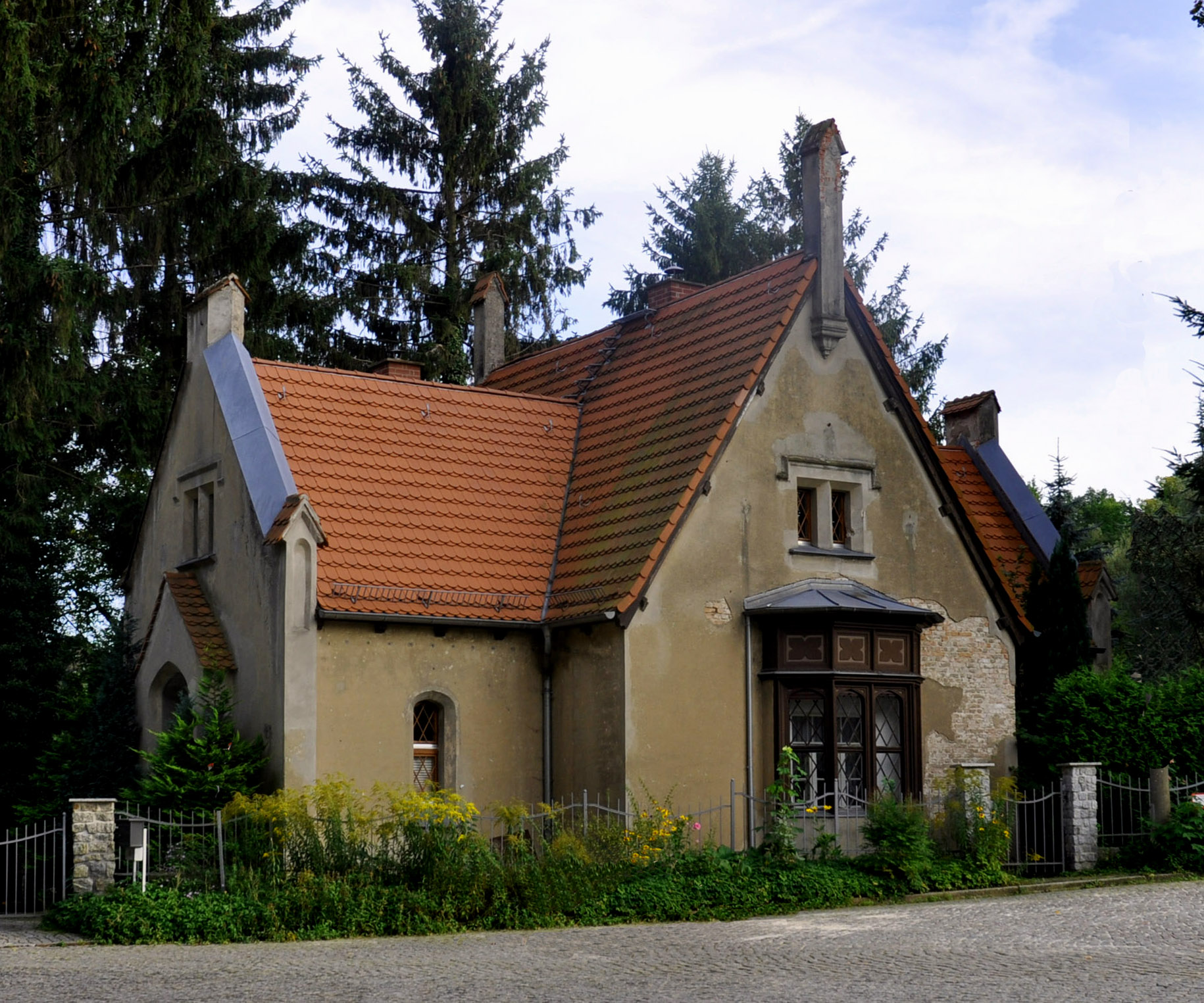
Das Forsthaus Klein Glienicke vor der Renovierung (2008)

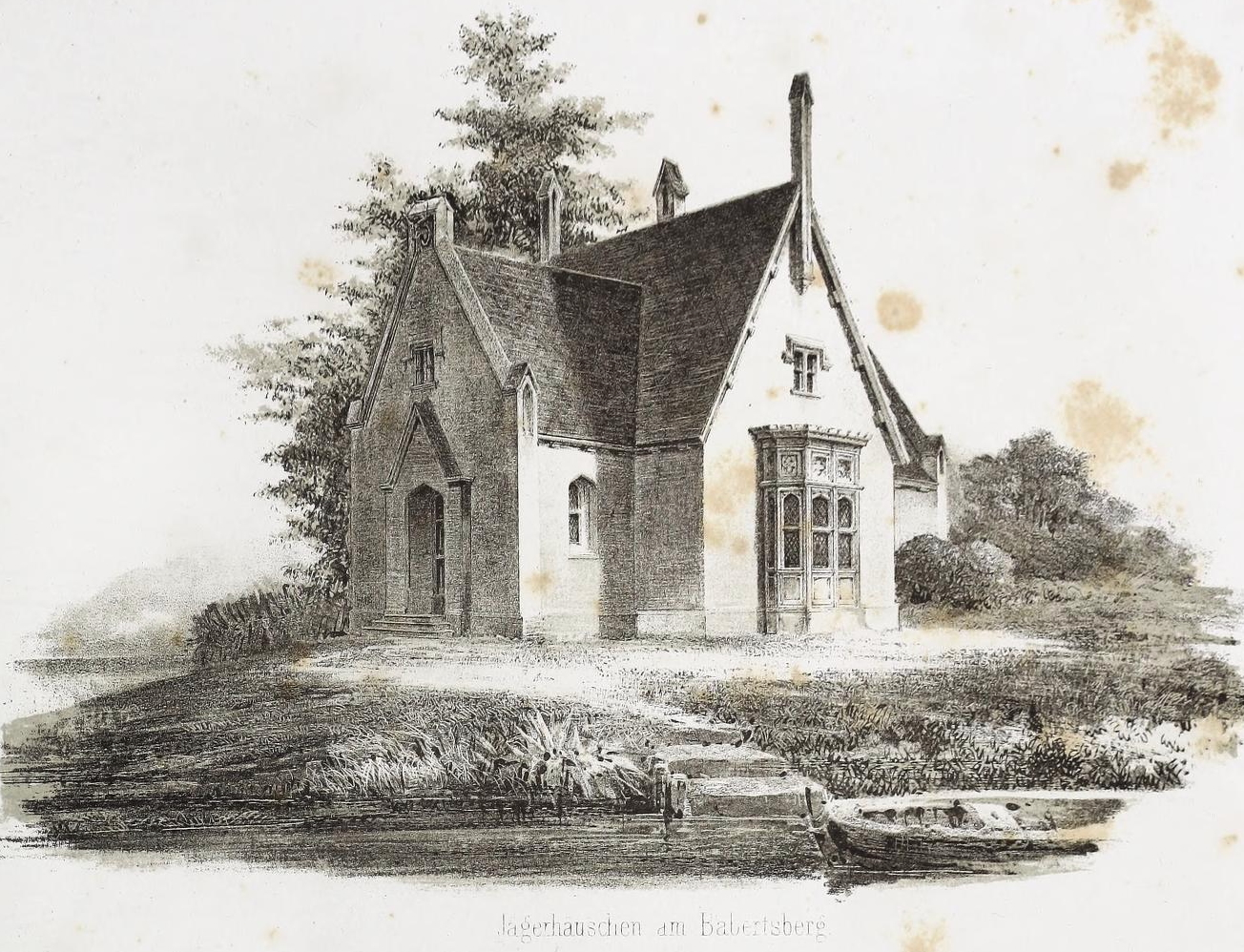
Forsthaus Klein Glienicke kurz nach dem Bau (aus L. Persius, Architektonisches Skizzenbuch, H. 1, 1852, Architekturmuseum der TU Berlin, Inv. Nr. B 2801)

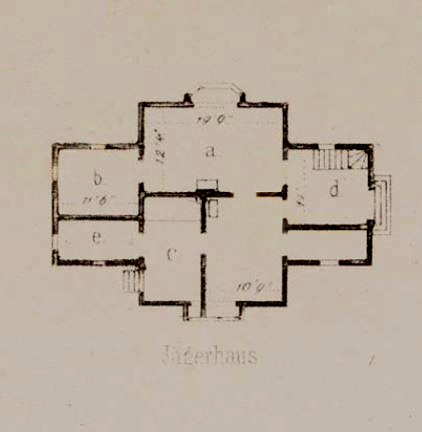
Grundriss

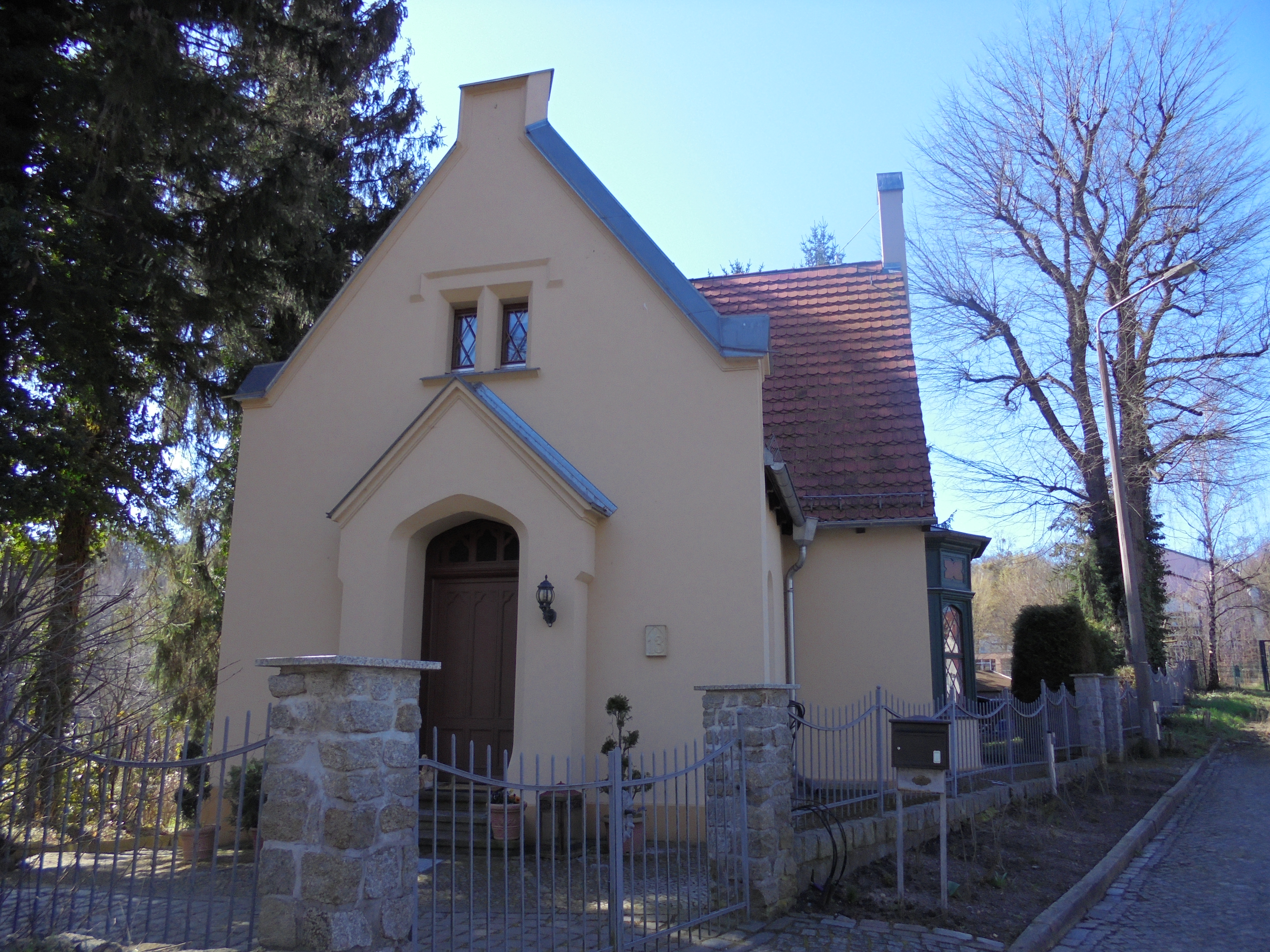
Forsthaus Klein Glienicke Nordostseite (2023)

Das Forsthaus Klein Glienicke ist ein denkmalgeschütztes Gebäude im Stadtteil Klein Glienicke der brandenburgischen Landeshauptstadt Potsdam. Das Gebäude wurde 1850 errichtet, nachdem zuvor ein Vorgängergebäude von 1818 an derselben Stelle abgerissen worden war. Das Gebäude diente bis 1928 als Forsthaus, danach als Kanalmeisterei am Teltow-Kanal. Es ist heute im Privatbesitz.

## Lage
Das Gebäude steht in der Waldmüllerstraße 13 im Stadtteil Klein Glienicke der Landeshauptstadt Potsdam. Das Haus hat die Nr. 09156594 in der Denkmaldatenbank des Landes Brandenburg.

## Geschichte
Das alte Forsthaus wurde 1818 errichtet. Es diente zunächst als Fischerhaus, das von dem Invaliden Pfeidel bewohnt war. 1824 wurde in diesem Haus eine Unterförsterei eingerichtet. 1841 umfasste das Forstgrundstück 36 Quadratruten Hof- und Baustelle, 2 Morgen 59 Quadratruten Garten, 14 Morgen 97 Quadratruten Acker und zwei Wiesen zu 11 Morgen und 12 Quadratruten sowie 27 Morgen 204 Quadratruten. Die Pacht betrug 15 Taler und 19 Silbergroschen, die sich nachträglich als zu hoch herausstellte. Die Neuberechnung ergab dann 8 Taler.
1850 wurde das Forsthaus neu errichtet. Der Entwurf stammt von dem Architekten Christian Heinrich Ziller, der das Gebäude im neogotischen Stil (englische Tudorgotik) in Anlehnung an die Torwächterhäuser zum Park Babelsberg konzipierte. Eingeschlossen im Entwurf waren die Gartenanlage und die Nebengebäude. Das (Haupt-)Gebäude ist ein Ziegelbau mit einem Mittelbau und zwei Seitenflügeln sowie erkerartigen „Vorbauten“ über dem straßenseitigen Eingangsbereich sowie über einer Freitreppe zum Garten. Für das Fundament wurden Bruchsteine verwendet. Das Dach ist ein Kronendach mit zwei Reihen Biberschwanzziegeln je Dachlatte, die genau zur Hälfte gegeneinander versetzt sind. Die Giebel der Seitenflügel sind Schildgiebel, die höher sind als die Dachflächen. Sie sind jeweils mit einer länglichen, dachartig abschließenden Giebelzinne und einem kleinen Giebelfuß, ebenfalls dachartig endend, geschmückt. Die Giebelabschlüsse sind mit Zinkblech verkleidet. Die Giebelspitzen des Mittelteils sind türmchenartig erhöht. Die Giebelzinnen sitzen zur Hälfte auf einer kurzen Wandvorlage und zur Hälfte auf dem Giebel. Es handelt sich um ein stilistisch sehr markantes Gebäude, das sich von den übrigen älteren Gebäuden Klein Glienickes deutlich abhebt.
1928 wurde die Försterei Klein Glienicke aufgelöst. Der letzte Forstbeamte im Gebäude Hegemeister Paul Rosenow wurde in die Försterei Steinstücken versetzt, wo er ein Jahr später in den Ruhestand trat. Das Forsthaus wurde zum 30. Juni 1928 an den Kreis Teltow verkauft und diente dann als Kanalmeisterei.
Das Gebäude ist nun in Privatbesitz. Das Bild von 2008 zeigt das Gebäude noch vor der Renovierung, 2023 war es renoviert.

## Stellung der Försterei Klein Glienicke in der Hierarchie der Forstverwaltung
Bei der Gründung wurde die Unterförsterei Klein Glienicke dem Forstrevier Potsdam in der Forstinspektion Potsdam unterstellt. Bis etwa 1850 wurde aus dem Forstrevier Potsdam die Oberförsterei Potsdam, die mit der Oberförsterei Bornim zur Oberförsterei Potsdam-Bornim vereinigt wurde. Aus der Unterförsterei Klein Glienicke wurde nun die Försterei Klein Glienicke. Schon bei einer weiteren Revision der Forstverwaltung in den 1860er Jahren fiel der Zusatz -Bornim weg und die Försterei Klein Glienicke blieb nun bis zur Auflösung 1928 der Oberförsterei Potsdam unterstellt.
Das Forsthaus Klein Glienicke gehörte aber nicht zum Gutsbezirk Potsdam Forst wie die meisten Förstereien der Oberförsterei Potsdam, sondern zum Kommunalverband bzw. zum Gemeindebezirk Klein Glienicke. Damit musste der Förster Kommunalsteuern an die Gemeinde Klein Glienicke bezahlen. Klein Glienicke wurde 1925 in Neubabelsberg umbenannt. Von einer Umbenennung der Försterei ist nichts bekannt, zumal die Auflösung bereits 1914 in Erwägung gezogen wurde.

## Liste der Förster
- 1821 bis 20. Oktober 1825 (†) Förster Licht[3]
- Oktober bis 31. Dezember 1825 Unterförster Schulz, Verwalter der Stelle
- 1. Januar 1826 bis 1829 Förster Behrends († 31. Juli 1829), bisher in der Försterei Ahrensdorf (Oberförsterei Potsdam)
- ab 1. Oktober 1829 bis 1833 Unterförster Carl August Geldermann, bisher Oberjäger und Waldwärter aus Falkenhagen,[5] später Schlosskastellan von Schloss Babelsberg[3]
- Januar 1834 bis 23. Februar 1848 (†) Förster Kolbitz,[6][7] vorher Försterei Ahrensdorf (Oberförsterei Potsdam)[3]
- ab 1. April 1848 bis 30. Juni 1848 Förster Adolph Leetz/Letz, bisher Jäger und Hilfsaufseher in der Oberförsterei Dippmannsdorf, wurde mit Antritt der Stelle zum Förster ernannt;[8] Förster Matzky von der Försterei Krampnitz sollte ab 1. April 1848 hierher versetzt werden,[7] Versetzung aber wieder aufgehoben;[8] Letz wurde in die Försterei Plantagenhaus (Oberförsterei Potsdam) versetzt[9]
- ab 1. Juli 1848 bis 30. September 1850 Förster Suchlandt/Suchland, war vorher Jäger und Hilfsaufseher, mit Antritt der Stelle zum Förster ernannt,[10] wurde 1850 in die Försterei Dannenreich (Oberförsterei Friedersdorf) versetzt[11]
- ab 1. Oktober 1850 bis 31. Oktober 1852 Forstaufseher Gustav Heinrich Adolph Bree (* 25. Juni 1809 in Berlin), wurde in die Försterei Woblitz (Oberförsterei Himmelpfort) versetzt und zum Förster ernannt[12]
- ab 1. November 1852 bis 31. Oktober 1855 Forstaufseher Carl Ludwig Friedrich Thielemann,[13] vorher Feldwebel, die Stelle wurde ihm mit halbjähriger Probezeit übertragen,[12] wurde 1855 in die Försterei Steinstücken (Oberförsterei Potsdam) versetzt,[14] zuletzt Hegemeister
- ab 1. Dezember 1855 bis 31. März 1862 Gustav Hermann Köpke/Köpcke (* 12. Februar 1815 in Kyritz), Jäger, wurde gleichzeitig zum Forstaufseher befördert,[14] 1860 zum Königlichen Förster ernannt,[15] 1862 in die Försterei Rothebach (Oberförsterei Dippmannsdorf) versetzt
- ab 1. April 1862 bis 1873 (Pensionierung) Förster Friedrich Wegener (* 16. Februar 1817 in Treuenbrietzen), bisher Forstaufseher[16]
- 1. April 1873 bis 31. März 1879 Förster Leopold Hahn (* 18. Oktober 1833 in Ganz bei Kyritz; † 22. November 1910), vorher Jäger in der Försterei Tegel (Oberförsterei Tegel), nach halbjähriger Probezeit zum Förster ernannt und festangestellt, wurde nach Neustadt an der Dosse (Oberförsterei Havelberg) versetzt,[17][18] später nach Neuemühle (Oberförsterei Schönwalde)[19]
- 1. April 1879 bis 30. September 1882 Förster August Pahl (* 9. Mai 1843 in Altdamm, Krs. Randow; † 24. Mai 1910), Jäger in der Oberförsterei Friedersdorf, wurde gleichzeitig zum Königlichen Förster befördert,[18] 1882 in die Försterei Werdermühle (Oberförsterei Dippmannsdorf) versetzt[20]
- ab 1. Oktober 1882 bis 31. Oktober 1887 Förster Otto Köppen, vorher Jäger und Forstaufseher in der Oberförsterei Köpenick, gleichzeitig zum Königlichen Förster ernannt,[20] wurde in die Försterei Krampnitz (Oberförsterei Potsdam) versetzt[21]
- ab 1. November 1887 bis 1914 Förster Georg Heinrich Emil Lietze (* 28. Mai 1857 in Hermsdorf, Krs. Beeskow-Storkow; † 12. April 1914), vorher Vice-Feldwebel und Forstaufseher in der Oberförsterei Friedersdorf, wurde mit Dienstantritt zum Förster ernannt,[21] Diensteintritt: 1. November 1887,[22][23][24] er wurde 1909 zum Hegemeister ernannt[25]
- ab 1. Juli 1914 bis 1928 Hegemeister Paul Rosenow (* 22. Juni 1864 in Rönnebeck, Krs. Ruppin; † 1. Dezember 1943),[26][27] er war zuvor in der Försterei Briesenluch (Oberförsterei Kolpin),[28] wurde 1928 in die Försterei Steinstücken (Oberförsterei Potsdam) versetzt[29]

## Nachweise
1. ↑  Architektonisches Skizzenbuch (Zeitschrift) 1852, Heft 1.
2. ↑  Eintrag zur Denkmalobjektnummer 09156594 in der Denkmaldatenbank des Landes Brandenburg
3. 1 2 3 4  Kurt Weiden: Neubabelsberg: Die historische Entwicklung der Villen-Colonie Neubabelsberg und der Film-Stadt Babelsberg 1375–1945. Klaus Becker-Verlag, Potsdam, 2016, ISBN 978-3-88372-119-4, S. 93, 94, 97 Schnipsel bei Google Books
4. ↑  Amtsblatt für den Regierungsbezirk Potsdam und die Stadt Berlin, Stück 45, vom 7. November 1925, S. 471 Online bei Google Books
5. ↑  Amtsblatt der Königlichen Regierung zu Potsdam und der Stadt Berlin, 41. Stück, vom 9. Oktober 1829, S. 228. Online bei Google Books
6. ↑  Amtsblatt der Königlichen Regierung zu Potsdam und der Stadt Berlin, 4. Stück, vom 24. Januar 1834, S. 22. Online bei Google Books
7. 1 2  Amtsblatt der Königlichen Regierung zu Potsdam und der Stadt Berlin, 11. Stück, vom 3. März 1848, S. 102. Online bei Google Books
8. 1 2  Amtsblatt der Königlichen Regierung zu Potsdam und der Stadt Berlin, 14. Stück, vom 7. April 1848, S. 125. Online bei Google Books
9. ↑  Amtsblatt der Königlichen Regierung zu Potsdam und der Stadt Berlin, 22. Stück, vom 2. Juni 1848, S. 210. Online bei Google Books
10. ↑  Amtsblatt der Königlichen Regierung zu Potsdam und der Stadt Berlin, 26. Stück, vom 30. Juni 1848, S. 234. Online bei Google Books
11. ↑  Amtsblatt der Königlichen Regierung zu Potsdam und der Stadt Berlin, 39. Stück, vom 27. September 1850, S. 337. Online bei Google Books
12. 1 2  Amtsblatt der Königlichen Regierung zu Potsdam und der Stadt Berlin, 45. Stück, vom 5. November 1852, S. 456. Online bei Google Books
13. ↑  Forst- und Jagdkalender für Preußen, Band 5, 1855, S. 23
Online bei Google Books
14. 1 2  Amtsblatt der Königlichen Regierung zu Potsdam und der Stadt Berlin, 44. Stück, vom 2. November 1855, S. 402. Online bei Google Books
15. ↑  Amtsblatt der Königlichen Regierung zu Potsdam und der Stadt Berlin, 44. Stück, vom 2. November 1860, S. 367. Online bei Google Books
16. ↑  Amtsblatt der Königlichen Regierung zu Potsdam und der Stadt Berlin, 12. Stück, vom 21. März 1862, S. 81. Online bei Google Books
17. ↑  Amtsblatt der Königlichen Regierung zu Potsdam und der Stadt Berlin, 9. Stück, vom 28. Februar 1873, S. 61. Online bei Google Books
18. 1 2  Amtsblatt der Königlichen Regierung zu Potsdam und der Stadt Berlin, 14. Stück, vom 4. April 1879, S. 138 Online bei Google Books
19. ↑  Amtsblatt der Königlichen Regierung zu Potsdam und der Stadt Berlin, 34. Stück, vom 23. August 1889, S. 312. Online bei Google Books
20. 1 2  Amtsblatt der Königlichen Regierung zu Potsdam und der Stadt Berlin, 38. Stück, vom 22. September 1882, S. 374.
21. 1 2  Amtsblatt der Königlichen Regierung zu Potsdam und der Stadt Berlin, 38. Stück, vom 23. September 1887, S. 362. Online bei Google Books
22. ↑  Deutsche Forst-Zeitung, Band 21, 1906, S. 647.
23. ↑  Adreßbuch für Potsdam, Nowawes, Gemeinde u. Gut Klein Glienicke, Gut Babelsberg und Kolonie Neu-Babelsberg 1910. S. IV.38 PDF Online bei SLB BrandenburgDOK
24. ↑  Adreßbuch für Potsdam, Nowawes, Gemeinde u. Gut Klein Glienicke, Gut Babelsberg und Kolonie Neu-Babelsberg 1912. S. IV.37 PDF Online bei SLB BrandenburgDOK
25. ↑  Amtsblatt der Königlichen Regierung zu Potsdam und der Stadt Berlin, 1. Stück, vom 8. Januar 1909, S. 17. Online bei Google Books
26. ↑  Potsdamer Adreßbuch 1915, Druck und Verlag A. W. Hayns Erben,0 Potsdam, 1915, S. II.26 PDF (Online bei SLB BrandenburgDOK)
27. ↑  Adreßbuch der Städte Potsdam, Nowawes und Werder 1925. Klaus D. Becker, Potsdam, 1925, S. 382 PDF (Online bei SLB BrandenburgDOK)
28. ↑  Amtsblatt der Königlichen Regierung zu Potsdam und der Stadt Berlin, 24. Stück, vom 13. Juni 1914, S. 306. Online bei Google Books
29. ↑  Adreßbuch Potsdam 1927, Druck und Verlag A. W. Hayns Erben, Potsdam, 1927, S. 415 Online bei Google Books

Koordinaten: 52° 24′ 30,1″ N, 13° 6′ 14,5″ O